# Herbert Blomstedt
Herbert Thorson Blomstedt (ur. 11 lipca 1927 w Springfield w stanie Massachusetts) – szwedzki dyrygent.

## Życiorys
Urodził się w Stanach Zjednoczonych, w wieku dwóch lat wyjechał wraz z rodziną do Szwecji. Studiował grę na organach i dyrygenturę w Królewskiej Szwedzkiej Akademii Muzycznej w Sztokholmie (1945–1950) oraz historię muzyki na Uniwersytecie w Uppsali (1948–1950). Uczył się też u Paula Sachera w Schola Cantorum Basiliensis. Następnie był uczniem Igora Markevitcha w Paryżu, Jeana Morela w Juilliard School of Music w Nowym Jorku oraz Leonarda Bernsteina w Tanglewood. W 1953 roku zdobył Nagrodę im. Siergieja Kusewickiego. Dyrygował orkiestrą symfoniczną w Norrköping (1954–1962), Filharmonisk Selskaps Orkester w Oslo (1962–1968) i Danmarsk Radio-Symfoniorkester w Kopenhadze (1968–1978). Od 1961 do 1970 roku był wykładowcą Królewskiej Szwedzkiej Akademii Muzycznej w Sztokholmie. Współpracował z Dresdner Staatskapelle (1975–1985) i San Francisco Symphony Orchestra (1985–1995). Był głównym dyrygentem NDR Elbphilharmonie Orchester (1996–1998) i Gewandhausorchester w Lipsku (1998–2005).
Ceniony jako wykonawca muzyki kompozytorów skandynawskich (Carla Nielsena, Franza Berwalda, Edvarda Griega, Jeana Sibeliusa), a także austriackich i niemieckich (m.in. Richarda Straussa). Doktor honoris causa Uniwersytetu Michigan. Zdobył dwie nagrody Grammy, Gramophone Award i Grand Prix du Disque. Odznaczony kawalerią szwedzkiego Orderu Gwiazdy Polarnej (1971), kawalerią duńskiego Orderu Danebroga (1978), złotym Medalem „Litteris et Artibus” (1979), Wielkim Krzyżem Zasługi (2003) oraz Wielkim Krzyżem Zasługi z Gwiazdą (2022) Orderu Zasługi Republiki Federalnej Niemiec, Królewskim Medalem Serafinów (2012) i japońskim Orderem Wschodzącego Słońca klasy Złote Promienie ze Wstęgą (2018). Laureat Nagrody Schocka (2014) i Nagrody Fundacji Muzycznej Léonie Sonning (2016).
Jest członkiem Kościoła Adwentystów Dnia Siódmego, ze względów religijnych nie przeprowadza prób z orkiestrą w piątkowe wieczory i soboty, daje jednak w tych dniach koncerty, uważając wykonywanie muzyki za sposób na chwalenie Boga w dniu szabatu. Przez wiele lat prowadził letnie kursy dyrygentury na adwentystycznej uczelni Loma Linda University w Kalifornii.